# Oxana Cruc
Oxana Cruc (* 1990 oder 1991) ist eine moldauische Fußballschiedsrichterin.
Seit 2020 steht sie auf der Liste der FIFA-Schiedsrichter und leitet internationale Fußballpartien. Sie gehört zur Gruppe der UEFA-Second-Category-Schiedsrichterinnen, der dritthöchsten Schiedsrichterinnen-Kategorie.
Bei der U-17-Europameisterschaft 2024 in Schweden pfiff Cruc ein Gruppenspiel. Zudem leitete Cruc Spiele in der Qualifikation zur Women’s Champions League, in der Qualifikation für die Europameisterschaft 2025 in der Schweiz sowie diverse weitere Qualifikations- und Freundschaftsspiele.
Cruc arbeitet als Sportreporterin bei einem Fernsehsender.